# Доброва Марія Дмитрівна
Марія Дмитрівна Доброва, до шлюбу Суковкіна (1907—1962) — радянська російська шпигунка-нелегалка, капітан ГРУ, вела розвідувальну діяльність на території США.

## Біографія
Марія Суковкіна народилася в 1907 році в Мінську, в сім'ї робітників, росіянка за національністю.
У 1920 році її батьки переїхали в Петроград. У 1927 році Марія успішно закінчила музичний технікум по вокалу та фортепіано. У 1930 році одружилася з офіцером-прикордонником Борисом Добровим. В одній з петергофських шкіл викладала музику і спів.
У цій школі старша колега порадила Марії зайнятися іноземними мовами. Після чого Доброва і вступила на вищі курси іноземних мов при Академії наук. Вивчала англійську і французьку мови. У 1934 році народила сина Дмитра. У 1936 році вона прийняла пропозицію залишитися працювати на кафедрі Академії.
У 1937 році на Далекому Сході, куди по службі був переведений її чоловік, він зник безвісти, в тому ж році від дифтерії помер її син. Щоб хоч якось піти від горя, вона пішла до військкомату і попросилася доброволицею в Іспанію, де в той час вже розгоралася громадянська війна.
Її прохання відразу ж задовольнили: в Іспанії терміново були потрібні перекладачі. На фронтах громадянської війни в Іспанії Марія Доброва провела більше року. За хоробрість і героїзм була нагороджена орденом Червоної Зірки.
Повернувшись з Іспанії, вступає до Ленінградського університету і з відзнакою закінчує його в 1940 році. Тут її знову попросили залишитися працювати на кафедрі французької філології.
З початком Другої світової війни Марія Доброва йде працювати в госпіталь простою санітаркою, де освоює професію медсестри. Всі 900 днів блокади пропрацювала в Ленінграді.
Влітку 1944 року за заявкою МЗС СРСР надходить працювати в це відомство. Незабаром приступає до роботи в посольстві СРСР в Колумбії перекладачкою-референткою. У цій країні вона пропрацювала 4 роки. Повернувшись додому, стала працювати в одному з інститутів Академії наук СРСР. Кандидат філологічних наук.

## Розвідка
У липні 1951 року Марію Доброву запросили в розвідвідділ Ленінградського військового округу і запропонували працювати в розвідці за кордоном. Вона погоджується.
Після спеціальної підготовки Доброва виїжджала в країни Європи для проміжної легалізації. Там вона знайомилася із західним способом життя, і, зокрема, зустрічалася з американськими туристами для перевірки знання мови і первинного знайомства з реаліями американської побутового життя. Крім того, в Парижі їй довелося затриматися довше, щоб освоїти косметологічну професію.
Після повернення додому знову триває спецпідготовка. У травні 1954 року Доброва прибула в США під ім'ям Глен Морреро Подцескі. За легендою її батько був американцем кубинського походження, мати-француженка і вона в дитинстві з батьками довго жила в Колумбії, потім у Парижі. Уже в Америці вона продовжила навчання на косметолога, після чого отримала ліцензію на відкриття свого бізнесу.
На впровадження в США, знайомство з реаліями американського способу життя і навчання на косметолога пішли три роки. Нарешті, в липні 1957 року вона відкриває свій фітнес-салон. У короткі терміни даний салон став вельми респектабельним закладом. Її косметичний салон в Нью-Йорку відвідували дружини американських політиків і бізнесменів.
Центр дав Глен (в Центрі: агент Мейсі) перше важливе завдання: зустрітися з цінним агентом Діоном, колишнім співробітником Держдепартаменту США, а на момент зустрічі — співробітником одного з управлінь при президенті США. Його кураторкою і повинна була стати Глен. Їхня перша зустріч відбулася в лютому 1961 року, агент Діон передав важливу інформацію про те, що президент Кеннеді затвердив план ЦРУ про раптове військове вторгнення на Кубу.
За час своєї роботи в США Глен завербувала ще кілька джерел інформації.

## Провал і загибель
У 1962 році її безпосереднім куратором по лінії нелегальної розвідки став полковник ГРУ Дмитро Поляков, що вже ступив на шлях зради в листопаді 1961 року.
7 червня 1962 року, перед від'їздом на батьківщину, Дмитро Поляков видав американцям агентку Мейсі та іншого радянського розвідника — нелегала Маслова.
Дочекавшись, коли 9 червня 1962 полковник Д. Поляков з сім'єю відпливе від берегів США на батьківщину на пароплаві «Куїн Елізабет», ФБР приступила до арештів.
Першим був заарештований Маслов. Але перед арештом він встиг залишити умовний сигнал про свій провал. Побачивши цей сигнал, Глен відразу ж передала інформацію про це в Центр, після чого приступила до «відходу» за заздалегідь приготовленим маршрутом, у Канаду.
Центр, вже знаючи про провал Маслова, приготував усе можливе для порятунку агента Мейсі: всім агентам в Канаді, легальним і нелегальним, були дані вказівки надати всіляку допомогу Мейсі.
Глен приїхала в Чикаго, до Канади залишалося небагато. Але вже там вона зрозуміла, що їй не вирватися: зовнішнє спостереження ФБР слідувало по п'ятах. В її номер в готелі увійшли агенти ФБР, заявили, що вони все про неї знають, і запропонували співпрацю в обмін на поблажливість американського правосуддя. Глен відповіла, що подумає. Агенти ФБР на час роздумів залишили Глен одну в номері готелю. Глен вийшла на балкон і кинулася вниз, покінчивши життя самогубством.
З квітня 1967 року Марія Доброва значилася в кадрах ГРУ як «безвісно відсутня». Справжня її доля прояснилася після викриття і арешту Д. Полякова (на той час вже генерал-майора) 7 липня 1986.

## Нагороди
- Орден Червоної Зірки (07.03.1938)